# Фредгольм (лунный кратер)
Кратер Фредгольм (лат. Fredholm) — небольшой ударный кратер в области западного побережья Моря Кризисов на видимой стороне Луны. Название присвоено в честь шведского математика Эрика Ивара Фредгольма (1866—1927) и утверждено Международным астрономическим союзом в 1976 г. 

## Описание кратера
Ближайшими соседями кратера Фредгольм являются кратер Макробий на севере; кратер Тиссеран на севере-северо-востоке и кратер Прокл на юге. На западе от кратера расположен Залив Любви; на востоке Море Кризисов; на юге Болото Сна. Селенографические координаты центра кратера 18°22′ с. ш. 46°33′ в. д. / 18,37° с. ш. 46,55° в. д., диаметр 13,4 км, глубина 2560 м.
Кратер Фредгольм  имеет циркулярную чашеобразную форму с небольшим участком плоского дна. Вал четко очерчен, внутренний склон гладкий, с высоким альбедо. Высота вала над окружающей местностью достигает 520 м. По морфологическим признакам кратер относится к типу BIO (по названию типичного представителя этого класса — кратера Био).
До получения собственного наименования в 1973 году кратер имел обозначение Макробий D (в системе обозначений так называемых сателлитных кратеров, расположенных в окрестностях кратера, имеющего собственное наименование).

## Сателлитные кратеры
Отсутствуют.

## См.также
- Список кратеров на Луне
- Лунный кратер
- Морфологический каталог кратеров Луны
- Планетная номенклатура
- Селенография
- Минералогия Луны
- Геология Луны
- Поздняя тяжёлая бомбардировка